# Elene (poème)
Elene est un poème en vieil anglais qui figure dans le Livre de Verceil, un manuscrit de la fin du Xe siècle. Long de 1 321 vers, il fait le récit de la découverte de la Vraie Croix à Jérusalem par Hélène, la mère de l'empereur Constantin.
C'est l'un des deux poèmes du livre signés par Cynewulf, avec The Fates of the Apostles, et le plus long des quatre attribués à ce poète.

## Résumé
À la veille d'une grande bataille contre les Huns, l'empereur Constantin rêve d'un symbole divin. Ce symbole, une croix, lui permet d'emporter la victoire, bien que ses troupes soient inférieures en nombre. Convaincu par la puissance du Dieu chrétien , il se convertit au christianisme et envoie sa mère Hélène à Jérusalem pour y retrouver la Vraie Croix.
À son arrivée, Hélène est confrontée aux réticences de la communauté juive, qui refuse de lui révéler la cachette de la Croix. Elle fait jeter l'érudit Judas dans un puits. Les privations lui font oublier l'emplacement de la Croix, mais celui-ci est révélé par un miracle après une prière de Judas. Il se convertit au christianisme et adopte le nom de Cyriaque. Un autre miracle permet de découvrir les Saints Clous.
La dernière partie du poème est écrite à la première personne. Cynewulf s'y présente comme un homme âgé et infirme et décrit son talent poétique comme un don divin. C'est dans cette section que se trouvent les runes qui épèlent son nom et permettent de lui attribuer ce poème.